# Боз (Эн)
Боз (фр. Boz) — коммуна во Франции, находится в регионе Рона — Альпы. Департамент — Эн. Входит в состав кантона Пон-де-Во. Округ коммуны — Бурк-ан-Брес.
Код INSEE коммуны — 01057.

## География
Коммуна расположена приблизительно в 340 км к юго-востоку от Парижа, в 75 км севернее Лиона, в 34 км к северо-западу от Бурк-ан-Бреса.
На западе коммуны протекает река Сона.

## Климат
Климат полуконтинентальный с холодной зимой и тёплым летом. Дожди бывают нечасто, в основном летом.

## История
Первое упоминание о деревне относится к XI веку.

## Население
Население коммуны на 2010 год составляло 496 человек.
| 1962 | 1968 | 1975 | 1982 | 1990 | 1999 | 2010 |
| ---- | ---- | ---- | ---- | ---- | ---- | ---- |
| 332  | 335  | 348  | 323  | 352  | 360  | 496  |

## Администрация
| Период | Период | Фамилия              | Партия | Примечания |
| ------ | ------ | -------------------- | ------ | ---------- |
| 1995   | 2008   | Анни Ванзо           |        |            |
| 2008   | 2020   | Моник Жубер-Лорансен |        |            |

## Экономика
В 2010 году среди 304 человек трудоспособного возраста (15—64 лет) 240 были экономически активными, 64 — неактивными (показатель активности — 78,9 %, в 1999 году было 74,1 %). Из 240 активных жителей работали 219 человек (115 мужчин и 104 женщины), безработных было 21 (14 мужчин и 7 женщин). Среди 64 неактивных 22 человека были учениками или студентами, 25 — пенсионерами, 17 были неактивными по другим причинам.